# Paweł Ochal
Paweł Ochal (* 17. Juli 1981 in Bydgoszcz) ist ein polnischer Marathonläufer.
2005 wurde er Dritter beim Piła-Halbmarathon. Im Jahr darauf wurde er als Gesamtzweiter beim Dębno-Marathon und Gesamtvierter in Piła jeweils nationaler Vizemeister im Marathon und Halbmarathon.
2007 wurde er durch einen Sieg in Dębno polnischer Marathonmeister und gewann den Warschau-Marathon. 2008 wurde er Vierter in Warschau, 2009 Zweiter beim Marathon de la Liberté und Fünfter beim La-Rochelle-Marathon und 2010 Dritter beim Düsseldorf-Marathon.
Paweł Ochal wird von Oleksandr Kusyn trainiert.

## Persönliche Bestzeiten
- 5000 m: 13:58,33 min, 20. Juli 2002, Stettin
- 10.000 m: 29:10,66 min, 8. Mai 2004, Police
- 10-km-Straßenlauf: 28:55 min, 13. Oktober 2003, Halluin
- Halbmarathon: 1:04:21 h, 10. September 2006, Piła
- Marathon: 2:12:20 h, 23. September 2007, Warschau